# Boliviamyia fairchildi
Boliviamyia fairchildi är en tvåvingeart som beskrevs av Chainey och Hall 1996. Boliviamyia fairchildi ingår i släktet Boliviamyia och familjen bromsar.
Artens utbredningsområde är Bolivia. Inga underarter finns listade i Catalogue of Life.